# Franz Xaver von Schönaich
Franz Xaver svobodný pán von Schönaich (německy Franz Xaver Vinzenz Karl Freiherr von Schönaich) (27. února 1844 Vídeň – 26. ledna 1916 Vídeň) byl rakousko-uherský generál. Jako absolvent vojenské akademie sloužil v c. k. armádě od roku 1862 a byl účastníkem několika vojenských tažení. Poté vystřídal službu u různých posádek, byl štábním důstojníkem a úředníkem na ministerstvu války. V letech 1902–1905 zastával funkci velitele armádního sboru v Josefově a v roce 1904 byl povýšen do hodnosti polního zbrojmistra. V letech 1905–1906 byl ministrem zeměbrany Předlitavska, pak v letech 1906–1911 rakousko-uherským ministrem války. V roce 1908 získal hodnost generála pěchoty a téhož roku byl povýšen do stavu svobodných pánů. Z funkce ministra války byl odvolán vlivem následníka trůnu Františka Ferdinanda d'Este a na podzim 1911 odeslán do penze. 

## Biografie

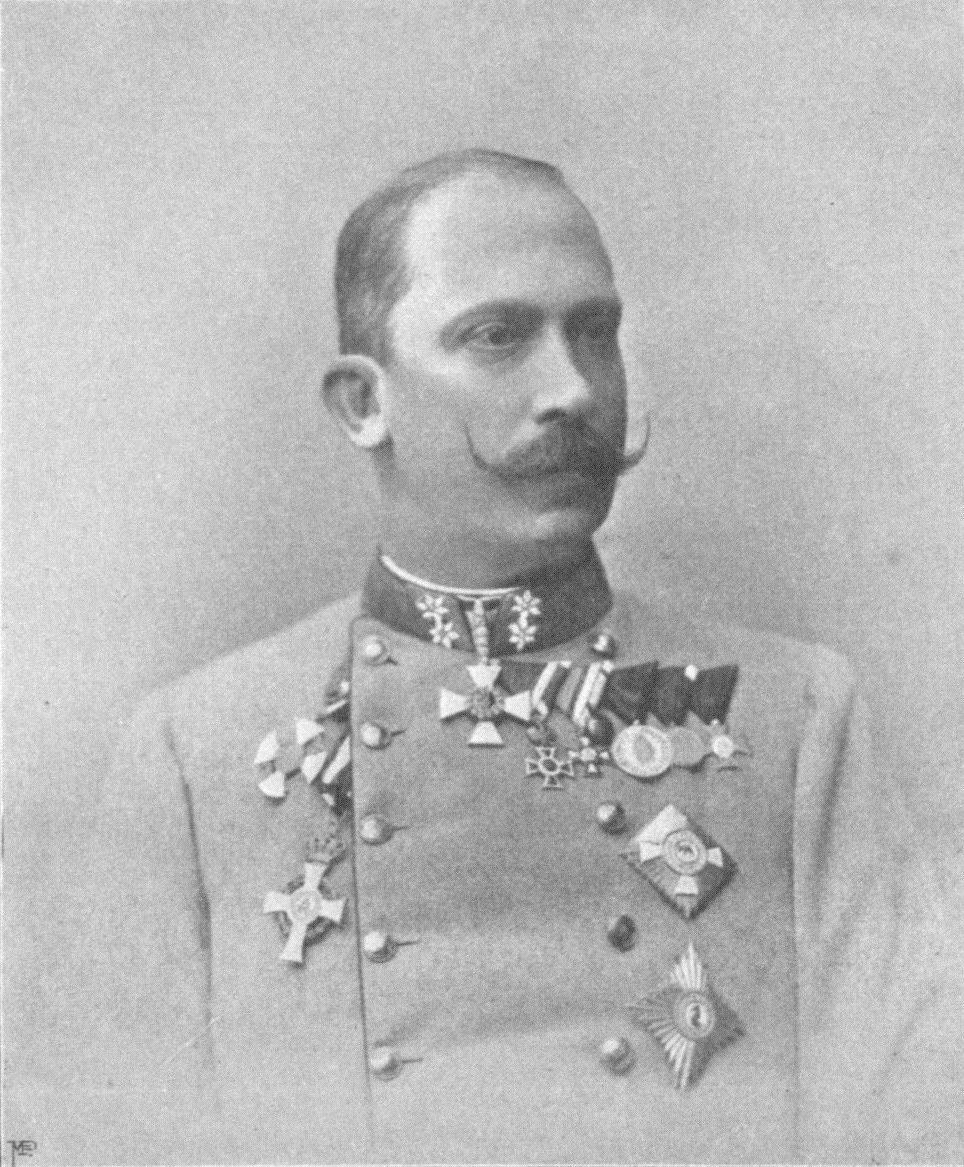
Franz Schönaich jako polní podmaršál (1902)

Byl synem státního úředníka Franze Schönaicha (1790–1848), měl čtyři bratry, z nichž dva zemřeli v dětství. Ve věku deseti let nastoupil do kadetní školy v Hainburgu, od roku 1858 přešel na Tereziánskou vojenskou akademii ve Vídeňském Novém Městě. Do armády vstoupil v roce 1862 jako poručík k 11. praporu polních myslivců v Brucku. Zúčastnil se tažení v rámci dánsko-německé války v roce 1864 i bojů během prusko-rakouské války roku 1866, kdy byl účastníkem bitvy u Hradce Králové. Mezitím si v letech 1865–1867 doplnil vzdělání na Válečné škole (K.u.k. Kriegsschule) ve Vídni a v hodnosti nadporučíka byl zařazen do sboru důstojníků generálního štábu. V roce 1870 byl povýšen na kapitána a mimo jiné působil jako úředník na 5. oddělení ministerstva války. V roce 1878 se podílel na hladkém průběhu mobilizace během okupace Bosny a Hercegoviny. Téhož roku byl povýšen na majora (1878) a v následujících letech byl štábním důstojníkem u 24. pěší divize v Přemyšlu. Jako podplukovník (1882) byl přidělen přímo ke generálnímu štábu ve Vídni.
V roce 1885 dosáhl hodnosti plukovníka a stal se šéfem štábu 4. armádního sboru v Prešpurku. V letech 1887–1895 byl jako jeden z pobočníků přidělen k úřadu generálního armádního inspektora arcivévody Albrechta., mezitím byl k datu 1. listopadu 1891 povýšen do hodnosti generálmajora. V roce 1895 obdržel hodnost polního podmaršála a stal se velitelem 8. pěší divize v Innsbrucku. V roce 1899 nastoupil na post sekčního šéfa a zástupce říšského ministra války. V letech 1902–1905 byl velitelem 9. armádního sboru v Josefově. V této funkci byl k datu 1. května 1904 povýšen do hodnosti polního zbrojmistra.

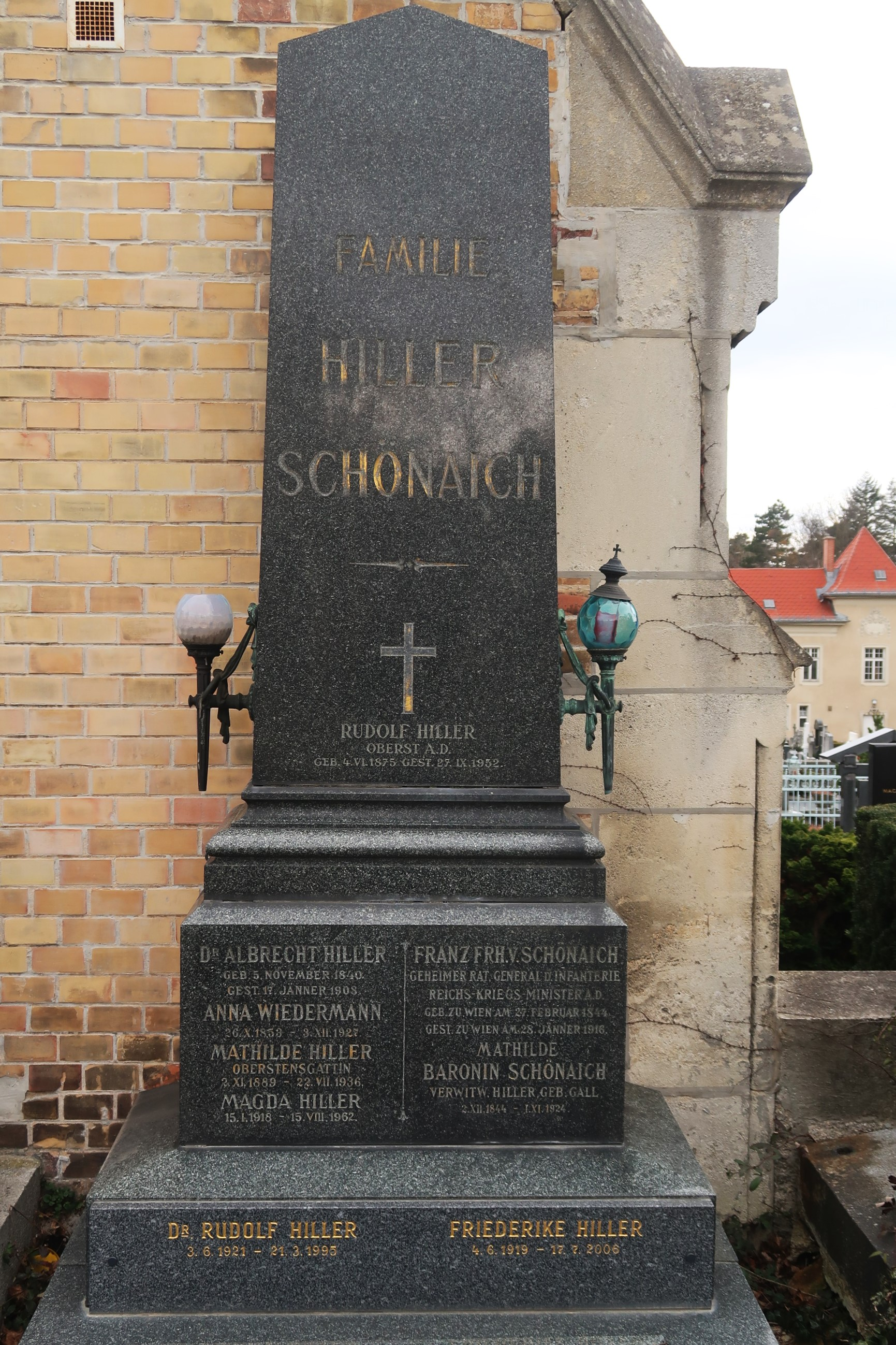
Hrobka rodiny Hiller-Schönaich na hřbitově v Hietzingu

Vrchol jeho kariéry nastal v roce 1905, kdy se za druhé vlády Paula Gautsche stal dodatečně ministrem zeměbrany. Post si udržel i v následující vládě Konrada Hohenloha a vládě Maxe Becka. Funkci zastával v období 9. dubna 1905 – 24. října 1906. Následně přešel na post ministra války Rakouska-Uherska, tedy představitele společné armády celé monarchie. Zde setrval od 24. října 1906 do 20. září 1911. Jako ministr války prosadil významnou generační obměnu na generálním štábu, z jehož čela byl odvolán císařův oblíbenec Friedrich von Beck-Rzikowsky. Následně úzce spolupracoval s nově jmenovaným náčelníkem generálního štábu Franzem Conradem. K datu 15. listopadu 1908 obdržel hodnost generála pěchoty. Spolu s Conradem se později stal překážkou ve vojensko-politických vizích následníka trůnu Františka Ferdinanda. Po naléhání následníka trůnu odstoupil z funkce ministra války koncem září 1911 a v armádě byl penzionován k datu 1. října 1911. Franz Conrad byl následně o dva měsíce později odvolán z úřadu náčelníka generálního štábu. Po odchodu z ministerského postu se Schönaich věnoval zejména za první světové války charitě v péči o vdovy a sirotky padlých vojáků.

## Tituly a ocenění
Jako velitel armádního sboru obdržel v roce 1902 titul c. k. tajného rady s nárokem na oslovení Excelence. Od roku 1903 byl čestným majitelem 74. pěšího pluku dislokovaného v Liberci. V roce 1908 byl povýšen do stavu svobodných pánů (majestát vystaven císařem Františkem Josefem v Ischlu 1. října 1908). Během vojenské služby získal řadu vysokých vyznamenání, jako dlouholetý člen vlády obdržel ocenění i od zahraničních panovníků.
Zemřel ve Vídni 28. ledna 1916 a po pohřbu s vojenskými poctami ve Votivním kostele Božského Spasitele byl pochován v rodinné hrobce na hřbitově v Hietzingu.

### Rakousko-Uhersko
- Vojenský záslužný kříž (1878)
- rytířský kříž Leopoldova řádu (1891)
- Řád železné koruny II. třídy (1895)
- Jubilejní pamětní medaile (1898)
- Řád železné koruny I. třídy (1904)
- velkokříž Leopoldova řádu (1906)
- Vojenský jubilejní kříž (1908)
- velkokříž Královského uherského řádu svatého Štěpána (1910)

### Zahraničí
- Řád pruské koruny I. třídy (Německo)
- Řád červené orlice II. třídy (Německo)
- Řád bílého orla (Rusko)
- velkokříž Řádu Isabely Katolické (Španělsko)
- velkodůstojník Nasavsko-oranžského řádu (Nizozemsko)
- velkokříž Leopoldova řádu (Belgie)
- velkokříž Řádu rumunské hvězdy (Rumunsko)
- velkokříž Řádu Spasitele (Řecko)
- Řád vycházejícího slunce I. třídy (Japonsko)
- velkokříž Řádu Albrechtova (Sasko)
- velkokříž Řádu württemberské koruny (Württembersko)
- Řád vycházejícího slunce I. třídy (1904, Japonsko)

## Rodina
V roce 1908 se oženil s Mathildou Gallovou (1844–1924), vdovou po bankéři Albrechtu Hillerovi. Z jejího prvního manželství pocházeli synové Karl a Johann, kteří byli Schönaichem adoptováni a na základě císařského diplomu užívali od roku 1909 jméno Hiller-Schönaich. Starší syn Karl von Hiller-Schönaich (1866–1936) působil ve státních službách a s titulem dvorního rady byl viceprezidentem zemské vlády v Salzburgu. K rodině patřil také Schönaichův nevlastní zeť c. k. polní podmaršál Artur Przyborski.